# Ilha Solteira (kommun)
Ilha Solteira är en kommun i Brasilien.   Den ligger i delstaten São Paulo, i den södra delen av landet, 600 km sydväst om huvudstaden Brasília. Antalet invånare är 25 071.
Följande samhällen finns i Ilha Solteira:
- Ilha Solteira

Omgivningarna runt Ilha Solteira är en mosaik av jordbruksmark och naturlig växtlighet. Runt Ilha Solteira är det ganska glesbefolkat, med 32 invånare per kvadratkilometer.